# Mount Thornton
Mount Thornton är ett berg i Antarktis. Det ligger i Västantarktis. Chile och Storbritannien gör anspråk på området. Toppen på Mount Thornton är 27 meter över havet.
Terrängen runt Mount Thornton är kuperad åt sydväst, men åt nordost är den platt. Trakten är obefolkad. Det finns inga samhällen i närheten.